# Geraldo d'Aurillac
Geraldo d'Aurillac (Aurillac, 855 – Pousthomy, 13 ottobre 909) è stato signore di Aurillac ed è venerato come santo dalla Chiesa cattolica.
Era figlio di Geraldo, di origine merovingia, signore d'Aurillac, che fu ugualmente canonizzato, e di Adeltrude. Sant'Aredio di Limoges era uno dei suoi antenati.
Fondò l'abbazia di Aurillac e la sua vita fu narrata da Oddone di Cluny, che ne fece il modello cavalleresco del signore cristiano che pone la sua forza e le sue ricchezze al servizio della giustizia e degli umili.

## Biografia
Geraldo, che come il padre portava il titolo di conte, nonostante Aurillac non fosse una contea, era destinato a condurre una vita di signore, conformemente al proprio rango. Gli fu dunque insegnato l'uso delle armi, la cavalleria e la falconeria. Alto, agile e di bell'aspetto, era cagionevole di salute e gli fu insegnato anche il canto, la grammatica e le Sacre scritture, nonché il diritto romano. Egli stupiva i preti che erano ospiti di tavola dei suoi genitori per l'importanza delle sue cognizioni.
Alla morte dei genitori egli si ritrovò a capo di una signoria considerevole, che si estendeva nel Rouergue, ed esercitava tutte le funzioni di un signore: egli teneva udienza, rifiutandosi di delegare completamente la funzione giudiziaria ai suoi funzionari, avendo fatto sapere a tutti che chiunque avrebbe potuto appellarsi a lui per richieste e lamentele. Egli assicurava la sua protezione agli abitanti delle sue terre ponendosi egli stesso alla testa delle milizie destinate a reprimere il banditismo proveniente dai territori vicini. Impegnandosi a vivere secondo il Vangelo, liberò i servi donando loro la proprietà delle terre, accogliendo i poveri alla sua tavola, sforzandosi di limitare la violenza delle guerre rimettendosi al giudizio di Dio.
Non volle mai sposarsi e nascondeva la sua tonsura sotto una parrucca che indicava la sua qualità e che non lasciava mai: in effetti i signori portavano capelli lunghi, essendo la tonsura un segno di servitù. 
Una sera, durante una cavalcata nella Châtaigneraie, fu ospitato da un contadino di modeste condizioni e fu ammirato dalla bellezza di sua figlia, che egli vide seduta alla luce del camino. Il cronista dice che ne fosse tentato ma che non soccombette e che molti mesi dopo ritornò per chiedere al padre della fanciulla il permesso di fornirle una dote.

Arma dell'Abbazia di Aurillac

Geraldo fondò verso l'885 l'abbazia di Aurillac alla quale donò per testamento tutti i suoi domini. Egli aveva scelto la regola di San Benedetto, riformata a quell'epoca da san Benedetto d'Aniane.
Avendo rifiutato l'offerta del duca di Aquitania Guglielmo il Pio, che gli aveva proposto di porre l'abbazia da lui fondata sotto la sua protezione, Geraldo aveva voluto rendere la sua fondazione autonoma dalle gerarchie feudali ed ecclesiastiche: egli la pose così sotto la protezione diretta del Papa e del re, che gli accordarono un diploma d'immunità. 
È per questo motivo che l'abate d'Aurillac indossava la mitra, portava il bastone pastorale e poteva fregiarsi del titolo di conte.
Alla fine della sua vita Geraldo divenne cieco, soffrendo nel riscontrare che la costruzione della sua fondazione andava a rilento (la nuova chiesa era stata mal costruita e dovette essere ricostruita) e che lo zelo dei monaci ch'egli aveva chiamato da Vabres si attenuava.

## Culto
Geraldo fu acclamato dal popolo come santo e fu uno dei primi esempi di santi canonizzati senza aver subito il martirio od essere entrato in un ordine religioso.
Alla richiesta del vescovo di Limoges, Turpino, la sua vita fu descritta da Oddone di Cluny, che fu anche abate di Aurillac. Egli fece di Geraldo il ritratto di un uomo ricco e potente che, senza rinunciare alle sue funzioni, pose la sua forza e le sue ricchezze al servizio dei deboli e dei poveri. Senza dubbio fu il primo modello di cavaliere cristiano.
È nell'Abbazia di Aurillac, fondata da Geraldo, che il giovane Gerberto d'Aurillac fu educato ed iniziato alla vita monastica. Sapientissimo, divenne papa con il nome di Silvestro II.
In effetti l'abbazia d'Aurillac era dotata di uno scriptorium ove si insegnavano le discipline del Trivio e del Quadrivio (soprattutto la grammatica, la retorica ed il Quadrivio). Essa rimase costantemente in contatto con la Catalogna, focolaio intellettuale di primo piano, ove erano conservate numerose copie di opere antiche come quelle di Isidoro di Siviglia e di Severino Boezio.
San Geraldo viene ricordato il 13 ottobre.